# جشنواره بین‌المللی فیلم سائو پائولو
جشنواره بین‌المللی فیلم سائو پائولو (پرتغالی: Mostra Internacional de São Paulo) که به صورت بین‌المللی با نام موسترا (به انگلیسی: Mostra) شناخته می‌شود یک جشنواره فیلم سالیانه است که در شهر سائو پائولو برزیل برگزار می‌گردد. این جشنواره رویدادی غیرانتفاعی است. ایالت و شهر سائوپائولو اکتبر را ماه رسمی این جشنواره تعیین کرده‌اند.